# 尼斯兰 (南达科他州)
尼斯兰（英語：Nisland），是美国南达科他州下属的一座城市。根据2010年美国人口普查，该市有人口235人。论人口在本州排行第167。